# Perijaneros Fútbol Club
Perijaneros Fútbol Club es una fundación deportiva destinada al desarrollo del fútbol en todas sus categorías, ubicada en el Municipio Machiques de Perijá, estado Zulia, que milita en la Tercera División de Venezuela.

## Historia
Con un amplio historial de participaciones en los torneos juveniles a nivel regional, y en los organizados por la FVF, y disputando partidos amistosos de preparación, uno de ellos ante FA El Vigía, el cuadro machiquense debuta en la escala profesional del balompié venezolano en la Tercera División Venezolana 2016, formando parte del Grupo Occidental II-A, junto a los también zulianos FD Talentos del Sur, Zulia FC B y el equipo filial de Trujillanos FC, Trujillanos FC B. En el Apertura 2016, el cuadro perijanero sumó un total de 17 puntos, producto de 5 triunfos (uno de ellos obtenidos en casa por la Jornada 8 ante Trujillanos FC B, 2 empates y 3 derrotas, finalizando el semestre de debut en la tercera casilla. Para el Clausura 2016, logra liderar el grupo tras sumar 19 puntos, obtenidos de 5 victorias (una de ellas ante Atlético Mérida FC, correspondiente a la fecha 4, correspondiente a la fase InterGrupos donde los clubes de las zonas A y B se enfrentaron entre sí), 4 empates y sólo una derrota a lo largo del semestre, finalizando la temporada de debut como uno de los mejores segundos del torneo en general.
A pesar de la excelente temporada de la escuadra que hace vida en el corazón de la Sierra de Perijá, el club no sigue en competencia por algunos problemas administrativos, y el sueño de ascender a Segunda división y competir en Copa Venezuela se pierde en el horizonte perijanero.

## Estadio
Disputó sus partidos como local en el Polideportivo Mario Romero, recinto deportivo ubicado en Machiques, estado Zulia, que tiene una capacidad aproximada de 1000 espectadores.

## Datos del club
- Temporadas en 1.ª División: 0
- Temporadas en 2.ª División: 0
- Temporadas en 3.ª División: 1 (2016)